# Махалія Буркмар
Махалія Буркмар (анг. Mahalia, нар. 1 травня 1998 року), відома також як Махалія, — британська співачка, автор пісень та актриса. Випустила кілька EP-дисків та альбом, Diary Of Me (2016), Love and Compromise (2019). Вона знімалася у фільмі 'Братство' (2016).